# Primulina modesta
Primulina modesta là một loài thực vật có hoa trong họ Tai voi (Gesneriaceae). Loài này có ở Việt Nam; được Ruth Kiew & Nguyễn Tiến Hiệp mô tả khoa học đầu tiên năm 2000 dưới danh pháp Chirita modesta. Năm 2011, Mich.Möller & A.Weber chuyển nó sang chi Primulina.